# فري إس بي
فري إس بي هي اسطوانة نظام تشغيل  تعمل مباشرة دون تنصيب على الهارد دسك، وحتى بدون وجود هارد دسك معتمدة على نظام التشغيل FreeBSD
اسم النظام مشتق من لعبة الفريزبي frisbee
زمن اقلاع النظام يعتمد على سرعة قارئ الاقراص المظغوطة وكذلك سرعة النظام، وذلك يرجع إلى أنه يقرأ من قارئ الأقراص المظغوطة في كل مرة.
آخر إصدار من النظام هو FreeSBIE 2.0.1
وهو إعادة كتابة كاملة لأدوات النظام علما بأن النسخة الأولى منه كتبت في صيف 2005.
الهدف من مشروع النظام FreeSBIE
- تطوير مجموعة من البرامج لاستخدامها لإنشاء قرص تشغل مباشر، واحد ذو طابع وشخصية متجانسة
- لجعل صورة قياسية من قرص ذاتي الإقلاع متاحة، لكل من يريدها بمختلف الغايات والاستخدامات الممكنة

1. ↑  "الموقع الرسمي لـ freesbie". مؤرشف من الأصل في 2022-12-08.
2. ↑  "FreeSBIE على موقع Amazon". مؤرشف من الأصل في 2022-12-11.